# SPICA (団体)
SPICA (Space Problem Interpersonal Communicable Academy) は、高校生及び大学生によって組織された宇宙団体で、宇宙に関する情報の発信やイベントの開催を行っている。

## 活動理念
- 全国の宇宙に志を持つ高校生・大学生が意思共有する場を作り、宇宙に親しみを持ってもらう

## 活動目的
- メンバーが定期的に集まり(例、地域ごとなど)宇宙に関する意見・情報交換を行ない、将来の夢・目標の確立を目指す。
- 積極的にSPICAの活動に協力していけるメンバーで、この団体の社会的知名度をあげ、より多くの全国にいる高校生、さらには宇宙関係者にSPICAの認知・協力体制を作り上げる。

## 組織
組織は以下の部局に分かれている。高校生や大学生もしくはそれに準ずる者であれば、公式サイトから入団申請ができる。
原則として高校生と大学生が在籍しているが、初期メンバーは例外としてその後も在籍を認めている。
- 会計部
- 広報部
- 地方支部
  - 東北支部
  - 関東支部
  - 関西支部
  - 九州支部
- 技術局 - ロケット・人工衛星などのメカニック部門
- 社会局 - 政治・経済、法、教育などの観点を持つ部門
- 生命科学局 - 医療、生物学などの観点から宇宙に接する部門
- 天体物理局 - 天体、理論物理学などの部門

## 活動内容
宇宙記事の掲載
2014年から公式サイトとSNSを通じて宇宙記事を配信。「高校生の高校生による中高生のための分かりやすい宇宙記事」を掲げて様々な視点からの宇宙にまつわる記事を連載している。一時休止していたが、2015年11月から再開。
講演会の実施
2015年8月には宇宙飛行士の山崎直子を招いて講演会を実施。